# 이재영 (1975년)
이재영(李宰榮, 1975년 11월 16일 ~ )은 대한민국의 정치인으로, 제19대 국회의원이다.

## 생애
미국 조지타운 대학교 경영학과를 학사 학위하고, 연세대학교 행정대학원에서 국제학 석사 학위를 받았다.
2009년 8월부터 2012년 5월까지 약 3년간 스위스 제네바에 본부를 둔 '다보스포럼'으로 대변되는 세계경제포럼(World Economic Forum, WEF)에서 아시아 담당 부국장을 역임했다. 이후 새누리당 2대 중앙청년위원장을 거쳐 새누리당 서울특별시당 전략기획위원회 위원장과 새누리당 강동(을) 당협위원장을 역임하였다.

## 학력
- 미국 조지타운 대학교 경영학과
- 연세대학교 행정대학원 국제학 석사

## 경력
- 2009년 8월 ~ 2012년 5월: 세계경제포럼(WEF) 아시아 담당 총괄 부국장
- 2012년 5월 ~ 2016년 5월: 제19대 국회의원 (비례대표/새누리당)
- 2012년 6월 ~ 2016년 9: 대한오리엔티어링연맹 회장
- 2012년 7월 ~ 2014년 5월: 제19대 국회 여성가족위원회 위원
- 2012년 7월 ~ 2014년 5월: 제19대 국회 기획재정위원회 위원
- 2013년 9월 ~ 2014년 9월: 새누리당 중앙청년위원회 위원장
- 2013년 11월 ~ 2017년 12월: 여의도연구원 청년정책연구센터장
- 2014년 2월 ~ 2017년 2월: 새누리당 강동을 당협위원장
- 2014년 5월 ~ 2016년 5월: 제19대 국회 세월호 침몰사고의 진상규명을 위한 국정조사 특별위원회 위원
- 2014년 6월 ~ 2015년 6월: 제19대 국회 후반기 예산결산특별위원회 위원
- 2014년 6월 ~ 2015년 3월: 제19대 국회 후반기 미래창조과학방송통신위원회 위원
- 2014년 9월: 새누리당 국제위원회 위원
- 2014년 10월: 새누리당 서울시당 전략기획위원회 위원장
- 2014년 11월: 새누리당 재외국민위원회 아프리카 · 중동/아시아 · 대양주 지역 부위원장
- 2015년 2월: 새누리당 원내부대표
- 2015년 2월 ~ 2016년 5월: 제19대 국회 운영위원회 위원
- 2015년 3월 ~ 2016년 5월: 제19대 국회 후반기 정무위원회 위원
- 2015년 10월 ~ 2017년 12월: 여의도연구원 부원장
- 2016년 1월: 새누리당 제20대 총선 공약개발본부 희망청년단 단장
- 2017년 2월 ~ 2018년 9월: 자유한국당 강동을 당협위원장
- 2017년 7월 ~ 2018년 6월: 자유한국당 최고위원
- 2018년 5월 ~ 2018년 6월: 자유한국당 6·13 지방선거 중앙선거대책위원회 부위원장
- 2018년 12월 ~ 2020년 2월 : 자유한국당 서울시당 강동(을) 당협위원장
- 2019년 3월 ~ 2019년 5월 : 자유한국당 文정권 경제실정백서특별위원회 위원
- 2019년 6월 ~ 2019년 9월 : 자유한국당 2020 경제대전환 위원회 지속가능한 복지 분과위원
- 2019년 12월 ~ 2020년 2월 : 자유한국당 인재영입위원회 위원
- 2020년 2월 : 미래통합당 서울시당 강동(을) 당협위원장
- 2020년 6월 ~ 2020년 8월 : 미래통합당 정강·정책 태스크포스 워원
- 국민의힘 서울시당 강동구 을 당협위원장
- 2020년 8월 ~ 2021년 6월 : 미래통합당 → 국민의힘 대외협력위원장
- 2021년 3월 ~ 2021년 4월: 국민의힘 4.7 재보궐선거 중앙선거대책위원회 대외협력본부장
- 2021년 3월 ~ 2021년 4월: 국민의힘 4·7재보궐선거 서울시장 보궐선거 선거대책위원회 정책특별본부 안심보육·교육본부장
- 2021년 6월 ~ 2021년 8월: 국민의힘·국민의당 합당 추진 국민의힘 측 실무협상단 위원
- 2021년 12월 ~ 2022년 1월: 국민의힘 살리는 선거대책위원회 총괄특보단 공보특보(외신담당)
- 2022년 1월 ~ 2022년 3월: 국민의힘 제20대 대통령 선거 윤석열 대통령 후보 직속 총괄특보단 공보특보(외신담당)
- 국민의힘 서울시당 강동(을) 당협위원장
- 2023년 4월 ~ 2024년 4월 국민의힘 국제위원장
- 2024년 4월 ~ 국민의힘 3040 모임 첫목회 간사
- 2024년 5월 ~ 2024년 7월 국민의힘 당대표 및 최고위원 선출을 위한 중앙당 선거관리위원회 위원 겸 클린연설 소위원장
- 2024년 8월 ~ 2024년 12월: 국민의힘 디지털정당위원장

## 역대 선거 결과
|  | 42.80% |

|  | 37.96% |

|  | 42.04% |

|  | 44.68% |